# Dibamus smithi
Dibamus smithi är en ödleart som beskrevs av  Allen E. Greer 1985. Dibamus smithi ingår i släktet Dibamus och familjen blindödlor. IUCN kategoriserar arten globalt som otillräckligt studerad. Inga underarter finns listade i Catalogue of Life.
Arten är bara känd från ett högland i södra Vietnam. Den vistas i skogar och gräver i marken.